# Dennis van der Ree
Dennis van der Ree (Rotterdam, 19 aprile 1979) è un allenatore di calcio ed ex calciatore olandese, di ruolo difensore.

## Palmarès

### Giocatore

#### Competizioni nazionali
- Eerste Divisie: 1

NAC Breda: 1999-2000